# Парадокс убитого дідуся
Парадокс убитого дідуся — парадокс, що стосується подорожі в часі, вперше описаний (саме під цією назвою) письменником-фантастом Рене Баржавелем у книзі 1943 року «Le Voyageur Imprudent» (Необачний мандрівник).
Парадокс полягає в такому: припустимо, що людина за допомогою машини часу відправилася назад в минуле і вбила свого біологічного діда до того, як останній зустрів бабусю мандрівника. В результаті один із батьків мандрівника (і, як наслідок, сам мандрівник) ніколи б не був народжений. Це означає, що він у кінцевому результаті не міг би подорожувати в часі, що, своєю чергою, означає, що його дід залишився б живий і мандрівник був би народжений, а це дозволило йому подорожувати в часі і вбити свого дідуся. Таким чином, кожна можливість передбачає заперечення самої себе, створюючи логічний парадокс. Варіант його розв'язання такий: той факт, що мандрівник у часі живе зараз, означає, що він просто не прагне вбити свого прабатька. Це означає, що можна діяти з повною свободою, але, що б ви не робили в минулому, не можете змінити сьогодення, бо його наслідки вже відчуваються.
Попри назву, парадокс убитого дідуся розглядає не тільки неможливість власного народження. В першу чергу він стосується будь-яких дій, які унеможливлюють подорожі в часі. Приклад назви парадоксу є лише першим «що приходить в голову», якщо вибирати з усього спектра подібних можливих дій. Іншим прикладом може бути використання наукових знань для винаходу машини часу, подальше повернення назад у часі і (чи то вбивством, чи іншим способом) перешкоджання роботі вчених над тим, що потім призведе до отримання інформації, яку ви використовували, щоб винайти машину часу. Еквівалентний парадокс відомий у філософії як «автоінфантицид»: повернення в минуле і вбивство самого себе в дитинстві.
Парадокс убитого дідуся часто використовується для твердження про те, що подорожування у часі в минуле неможливе. Проте, було запропоновано низку гіпотез, щоб уникнути парадоксу: такі, як припущення про те, що минулого змінити не можна, тому дід вже повинен був пережити замах на вбивство (як говорилося раніше), або ж що мандрівник у часі створює альтернативну лінію часу, в якій він ніколи не буде народжений.

## Джерело
- Учені вирішили перевірити, чи можна повернутися в минуле